# Frank-Rutger Hausmann
Frank-Rutger Hausmann (* 5. Februar 1943 in Hannover) ist ein deutscher Romanist und Historiker. Er ist durch zahlreiche Beiträge zur französischen und italienischen Literaturwissenschaft und zur Geschichte der Geisteswissenschaften hervorgetreten.

## Leben und Wirken
Frank-Rutger Hausmann wurde 1943 als dritter Sohn des Militärarztes Hans Hausmann und seiner Frau Helene, geb. Fernholz, in Hannover geboren und wuchs in Bergneustadt im Rheinland auf. Nach dem Abitur am neusprachlichen Städtischen Gymnasium Gummersbach 1962 studierte er Jura, Romanistik, Geschichte und Mittellateinische Philologie in Göttingen und Freiburg, wo er im Mai 1968 bei Vito Rocco Giustiniani mit einer Arbeit über den italienischen Humanisten und Bischof Giovanni Antonio Campano promoviert wurde. 1974 habilitierte er sich ebenfalls in Freiburg. 1976 erhielt er eine Stelle als Wissenschaftlicher Rat. Im Jahr 1981 nahm er einen Ruf an die RWTH Aachen an. 1992 wurde Hausmann zum Professor für Romanische Literaturwissenschaft an die Albert-Ludwigs-Universität Freiburg berufen. Im Kollegjahr 1999/2000 war Hausmann Forschungsstipendiat am Historischen Kolleg in München. Seit 2006 ist er im Ruhestand.
Zu Hausmanns Forschungsschwerpunkten gehören die französische und italienische Literatur, die Geschichte der Geisteswissenschaften und die Geschichte des Nationalsozialismus. Er legte mit seiner 1998 veröffentlichten Darstellung zur sogenannten Aktion Ritterbusch ein „zentrales Werk der Wissenschaftsgeschichtsschreibung zum Dritten Reich“ vor. Er veröffentlichte 2000 über die Geschichte der Romanistik im Nationalsozialismus ein grundlegendes Werk.
Hausmann ist Mitherausgeber der Schriften zur Wissenschafts- und Universitätsgeschichte. Für seine Forschungen wurden Hausmann zahlreiche wissenschaftliche Ehrungen und Mitgliedschaften zugesprochen. Im Jahr 1997 wurde er Mitglied der Akademie gemeinnütziger Wissenschaften zu Erfurt und 2004 ordentliches Mitglied der Heidelberger Akademie der Wissenschaften. Ihm wurde 2000 das Bundesverdienstkreuz am Bande verliehen.

## Schriften (Auswahl)
Monographien
- Die Geisteswissenschaften im „Dritten Reich“. Klostermann, Frankfurt am Main 2011, ISBN 978-3-465-04107-8.
- Das Fach Mittellateinische Philologie an deutschen Universitäten von 1930 bis 1950 (= Quellen und Untersuchungen zur lateinischen Philologie des Mittelalters. Bd. 16). Hiersemann, Stuttgart 2010, ISBN 978-3-7772-1005-6.
- Ernst-Wilhelm Bohle. Gauleiter im Dienst von Partei und Staat (= Zeitgeschichtliche Forschungen. Bd. 38). Duncker & Humblot, Berlin 2009, ISBN 978-3-428-12862-4.
- L.-F. Céline et Karl Epting. Édition établie par Anna Istratova. Le Bulletin célinien, Brüssel 2008, ISBN 978-2-9600106-2-6.
- Hans Bender (1907–1991) und das „Institut für Psychologie und Klinische Psychologie“ an der Reichsuniversität Straßburg 1941–1944 (= Grenzüberschreitungen. Bd. 4). Ergon-Verlag, Würzburg 2006, ISBN 3-89913-530-X.
- „Dichte, Dichter, tage nicht!“ Die Europäische Schriftsteller-Vereinigung in Weimar 1941–1948. Klostermann, Frankfurt am Main 2004, ISBN 3-465-03295-0.
- Anglistik und Amerikanistik im „Dritten Reich“. Klostermann, Frankfurt am Main 2003, ISBN 3-465-03230-6.
- „Auch im Krieg schweigen die Musen nicht.“ Die Deutschen Wissenschaftlichen Institute im Zweiten Weltkrieg (= Veröffentlichungen des Max-Planck-Instituts für Geschichte. Bd. 169). Vandenhoeck & Ruprecht, Göttingen 2001, ISBN 3-525-35357-X.
- Vom Strudel der Ereignisse verschlungen. Deutsche Romanistik im „Dritten Reich“ (= Analecta Romanica. Bd. 61). Klostermann, Frankfurt am Main 2000, ISBN 3-465-03116-4 (2., durchgesehene und aktualisierte Auflage. ebenda 2008, ISBN 978-3-465-03584-8).
- Deutsche Geisteswissenschaft im Zweiten Weltkrieg. Die „Aktion Ritterbusch“ (1940–1945) (= Schriften zur Wissenschafts- und Universitätsgeschichte. Bd. 1). Dresden University Press, Dresden u. a. 1998, ISBN 3-933168-10-4 (= Studien zur Wissenschafts- und Universitätsgeschichte. Bd. 12). 3., erweiterte Ausgabe. Synchron, Heidelberg 2007, ISBN 978-3-935025-98-0).
- Französische Renaissance. Metzler, Stuttgart u. a. 1997, ISBN 3-476-01521-1.
- Französisches Mittelalter. Metzler, Stuttgart u. a. 1996, ISBN 3-476-01422-3.
- Zwischen Autobiographie und Biographie. Jugend und Ausbildung des fränkisch-Oberpfälzer Philologen und Kontroverstheologen Kaspar Schoppe (1576–1649). Königshausen & Neumann, Würzburg 1995, ISBN 3-8260-1052-3.
- Nachwort in: François Rabelais: Gargantua (= Reclams Universal-Bibliothek. Nr. 8764). Übersetzt und kommentiert von Wolf Steinsieck. Reclam, Stuttgart 1992, ISBN 3-15-008764-3 (Durchgesehene Ausgabe. ebenda 1999).
- François Rabelais (= Sammlung Metzler. M 176. Abt. D: Literaturgeschichte). Metzler, Stuttgart 1979, ISBN 3-476-10176-2.
- Giovanni Antonio Campano (1429–1477). Erläuterungen und Ergänzungen zu seinen Briefen. Freiburg, Univ., Diss., 1968 (unveröff. Manuskript).

Herausgeberschaften
- Die Rolle der Geisteswissenschaften im Dritten Reich 1933–45 (= Schriften des Historischen Kollegs. Kolloquien. Bd. 53). München 2002, XXV, 373 S. ISBN 978-3-486-56639-0 (Digitalisat).
- Ernst Robert Curtius. Briefe aus einem halben Jahrhundert. Eine Auswahl (= saecvla spiritalia. Bd. 49). Koerner, Baden-Baden 2015, ISBN 978-3-87320-449-2 .